# Varese
Varese je italské město v oblasti Lombardie, hlavní město stejnojmenné provincie. Žije v něm okolo osmdesáti tisíc obyvatel.
Nad městem je Svatá hora zasvěcená Růžencovému mystériu od roku 1590, křesťanské poutní místo, které je součástí Sacri Monti zapsaných jako Světové dědictví.
Město leží na sedmi pahorcích na břehu stejnojmenného jezera, vyznačuje se množstvím parků a architektonických památek jako je barokní bazilika svatého Viktora, hrad Masnago, Palazzo Estense (sídlo městského úřadu), Villa Recalcati nebo Villa Mirabello, používaná jako archeologické muzeum.
Varese je průmyslové město, významnými místními podniky jsou AgustaWestland (výroba helikoptér), MV Agusta a Cagiva (motocykly). Poloha na rozhraní milánské aglomerace a horské krajiny s vlahým podnebím činí z Varese žádané místo pobytu, nedaleko se nachází letiště Malpensa. Sídlí zde Insubrijská univerzita a Evropská škola.
Místní basketbalový klub Pallacanestro Varese je desetinásobný mistr Itálie a pětinásobný vítěz Euroligy. Fotbalový klub Varese Calcio hrál Serii A. V letech 1951 a 2008 se ve Varese jelo mistrovství světa v silniční cyklistice.
Koná se zde Open Jazz Varese a festival krátkých filmů Cortisonici.

## Vývoj počtu obyvatel
Počet obyvatel

## Osobnosti města
- Flaminio Bertoni (1903 – 1964), automobilový konstruktér, malíř, sochař, architekt a designér
- Attilio Nicora (1937 – 2017), kněz, vysoký úředník římské kurie a kardinál
- Carlo Maria Viganò (* 1941), titulární arcibiskup ulpianský, bývalý kuriální a vatikánský úředník a diplomat
- Mario Monti (* 1943), ekonom a politik
- Giovanni Chiaramonte (1948–2023), fotograf a fotožurnalista
- Matteo De Carli (* 1981), šéfkuchař, gastronom a restauratér
- Marco Crugnola (* 1983), tenista
- Giacomo Beretta (* 1992), fotbalový útočník

## Partnerská města
- Alba Iulia, Rumunsko
- Romans-sur-Isère, Francie
- Tchung-ling, Čína